# Aplonis fusca
Aplonis fusca là một loài chim trong họ Sturnidae.